# Trolejbusy w Brnie
Trolejbusy w Brnie – system trolejbusowy funkcjonujący w Brnie. Jest częścią miejskiego transportu zbiorowego i Zintegrowanego systemu transportowego regionu południowych Moraw. Jest to największy system trolejbusowy w Czechach, jego historia sięga roku 1949. Długość sieci wynosi 54,0 km, napięcie zasilania jest równe 600 V, trolejbusy stacjonują w trzech zajezdniach. Według stanu z 31 grudnia 2017 r. na stanie DPMB znajdowało się 147 trolejbusów liniowych, które wykonały w 2017 r. 6,0 miliona wozokilometrów i przewiozły 44,7 miliona pasażerów. W 2018 r. funkcjonowało 13 linii o długości 97,7 km i jedna linia obsługiwana taborem historycznym.

## Historia

### Lata 30. i 40. XX wieku
Wprowadzenie transportu trolejbusowego w mieście było już rozważane pod koniec lat trzydziestych XX wieku. Podjęto decyzję o połączeniu pierwszą linią trolejbusową centrum miasta z osiedlem Černá Pole (był to odcinek, na którym pierwsza linia autobusowa w Brnie zaczęła kursować w 1930 r.). Rozpisano nawet przetarg na dostawę pierwszych trolejbusów, który zakończył się 15 stycznia 1938 r. Ostatecznie jednak z powodu wybuchu II wojny światowej ten projekt w ogóle nie został zrealizowany. W czasie wojny Černá Pole było połączone z centrum linią tramwajową prowadzącą przez nowo przebitą ulicę (dzisiejsza ulica Milady Horákové).
Po wojnie powrócono do koncepcji uruchomienia trolejbusów w Brnie. Zaproponowano budowę sześciu linii, ale wykonanie projektów odłożono na dwa lata. Dopiero w 1948 r. zatwierdzono trzy linie (Komárov – Tuřany, Hlavní nádraží – Slatina, náměstí Rudé armády (dzisiejsza pętla „Česká”) – Královo Pole). Zaraz potem rozpoczęto budowę wszystkich tych odcinków.
Po raz pierwszy pasażerowie mogli przejechać się trolejbusem dnia 30 lipca 1949 r. na linii łączącej Brno hlavní nádraží ze Slatiną (Přemyslovo náměstí). Jesienią tego samego roku, 6 listopada otwarto drugą linię od náměstí Rudé armády do Královo Pola (po ulicach Jana Babáka, Dobrovského i Vodova). 31 grudnia 1949 r. uruchomiono trzecią linię z Komárova do Tuřan (pętla przed kościołem). Dla trolejbusów zarezerwowano część zajezdni tramwajowej Husowice, która znajdowała się bardzo daleko od wszystkich trzech linii. Dlatego konieczne było zbudowanie dużej liczby odcinków technicznych sieci.

### Lata 50. i 60. XX wieku

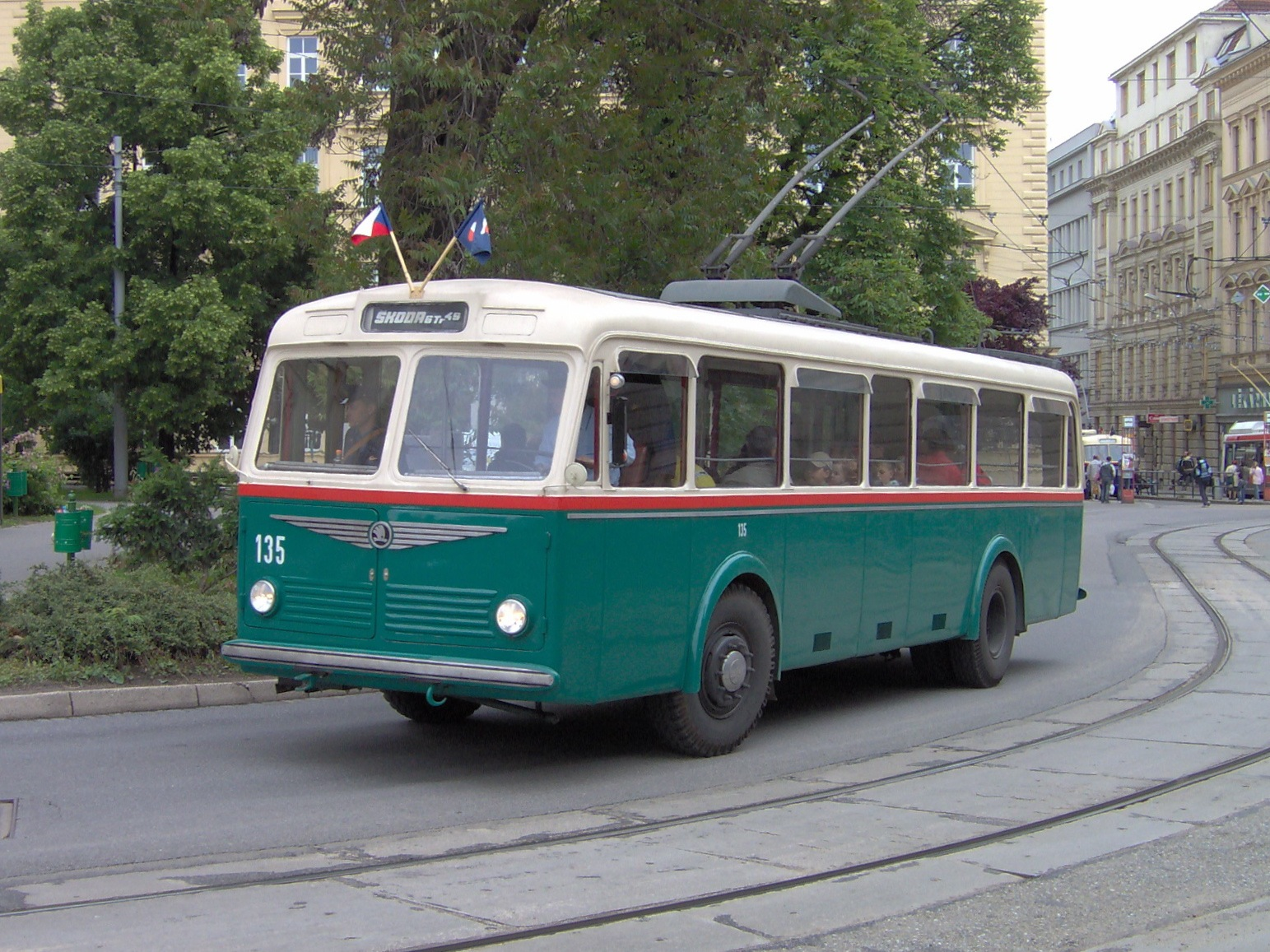
Jedyny trolejbus Škoda 6Tr, który nie kursował Brnie, ale w Pilźnie jest obecnie własnością TMB

Sieć trolejbusowa pozostała niezmieniona przez pięć lat (z wyjątkiem modyfikacji przebiegu pętli trolejbusowej do Náměstí Rudé armády). W 1954 zbudowano odcinek sieci ze Slatiny do Šlapanic; w budowie uczestniczyli także miejscowi mieszkańcy. Cztery lata później ukończono budowę nowej zajezdni tramwajowej Medlánky (wówczas nazywanej zajezdnią Královo Pole), w której przeznaczono jedną halę na potrzeby trolejbusów. W rezultacie długość odcinków technicznych również wzrosła. W 1959 r. przedłużono linię na Tuřanach. W związku z budową linii tramwajowej w 1961 r. zmieniono przebieg linii trolejbusowej do Královo Pola; odtąd trolejbusy zaczęły kursować ulicami Botanická, Chodská, Charvátská i Srbská.
Już w 1964 r. część trolejbusowa zajezdni Medlánky została przekazana autobusom, więc wszystkie trolejbusy zostały umieszczone w zajezdni Husovická. Jednak linia trolejbusowa (zlikwidowana w pierwszej połowie lat 70. XX wieku) pozostała na terenie osiedla Medlánky, ponieważ w dalszym ciągu funkcjonowały tu centralne warsztaty.
W drugiej połowie lat 60. XX wieku, w czasie kryzysu sieci trolejbusowych, jedna z trzech brneńskich linii została zamknięta. Obsługa linii do Tuřan została ograniczona już w 1967 r., a zawieszona rok później (trakcję trolejbusową zlikwidowano paradoksalnie dopiero w 1972 r., w czasie ponownego rozwoju trolejbusów).

### Lata 70. XX wieku
Po czasie kryzysu i zbliżającej się (ale niezrealizowanej) likwidacji trolejbusów w Brnie i ich zastąpieniu przez autobusy, priorytetem brneńskiego przewoźnika stała się rozbudowa sieci trolejbusowej. Wiele osiedli mieszkaniowych zaczęto budować na początku lat 70. i zdecydowano, że trolejbusy zapewnią transport do tych obszarów. Tak więc w ciągu kilku lat mała sieć stała się jedną z największych w ówczesnej Czechosłowacji.

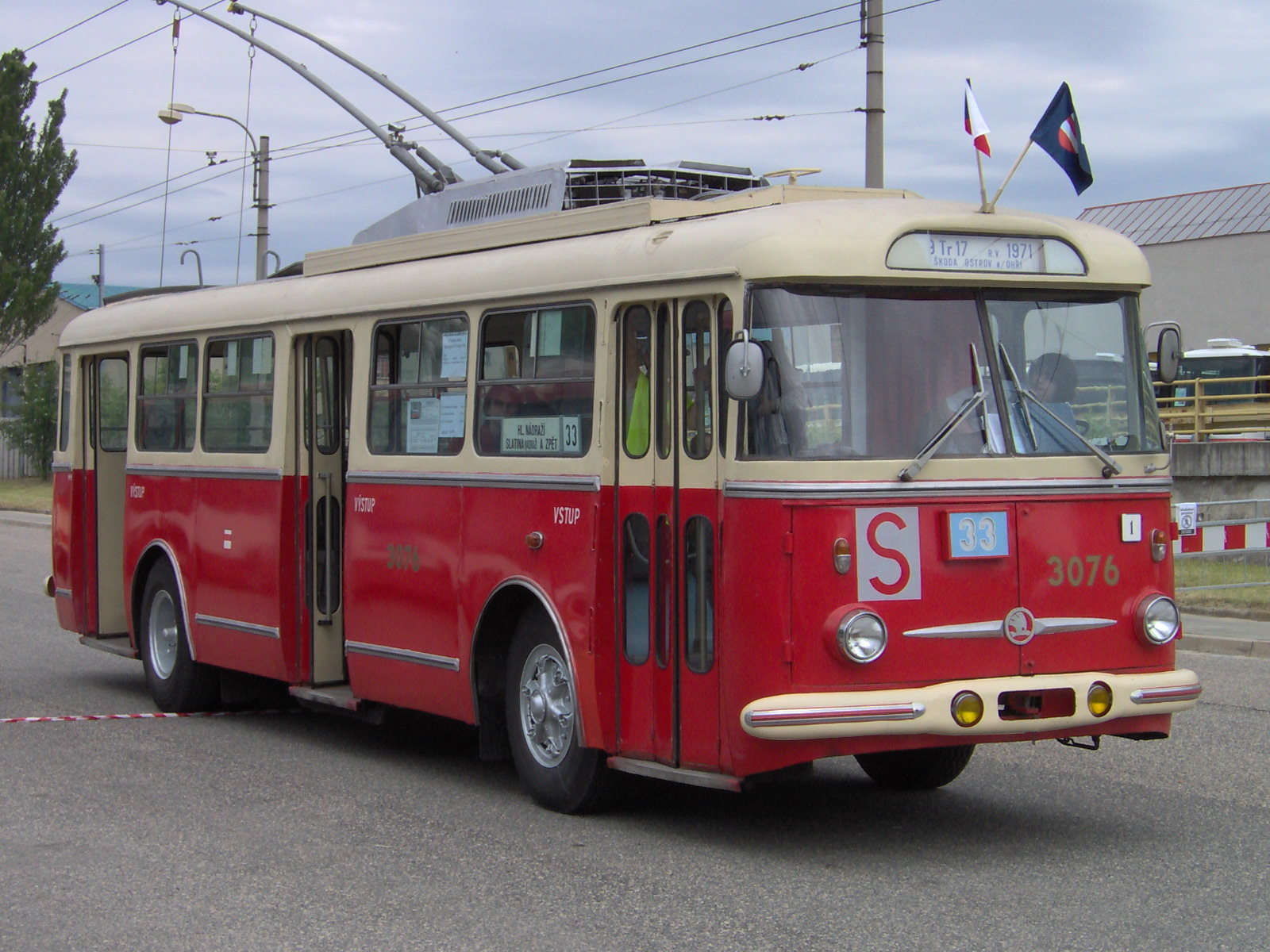
Legendarne trolejbusy 9Tr były dostarczane do Brna od 1963 r., ale większość z nich zakupiono w latach 70. XX wieku. Ten wóz służy teraz TMB jako eksponat

Pierwszym osiedlem obsługiwanym przez trolejbusy były Žabovřesky. Początkowo miała tam zostać wybudowana linia tramwajowa, ale z powodu braku funduszy zdecydowano o budowie linii trolejbusowej. Nowo wybudowany odcinek odgałęział się od linii královopolskiej na skrzyżowaniu ulic Kounicova – Zahradníkova – Nerudova. Nowa linia przebiegała następnie ulicami Tábor i Zborovská. Ponieważ jednak droga prowadząca przez osiedle nie została ukończona, linia biegła obrzeżami osiedla (na granicy między starymi i nowymi budynkami) ulicą Luční do ulicy Topolky, gdzie umieszczono pętlę. Nowo zbudowaną linię otwarto w 1971 r.
W tym samym roku uruchomiono następny odcinek sieci na Žabovřeskach. Nowa linia odgałęziała się z o pół roku starszej linii i przebiegała z ulicy Kounicovy dzisiejszymi ulicami Jana Babáka, Purkyňová, Skácelová i Královopolská do ulicy Vychodilová w zachodniej części osiedla. Na końcu wyżej wymienionej ulicy zbudowano pętlę.
W 1972 r. wszystkie tramwaje z husovickiej zajezdni przeniesiono do Medlánek, zatem od tego czasu zajezdnia służyła już wyłącznie taborowi trolejbusowemu.
Na początku roku 1974 otwarto odcinek sieci na ulicy Řípskiej w Slatinie wzdłuż nowych magazynów i firm. Przy slatinskim dworcu powstała pętla trolejbusowa. Już kilka miesięcy później zbudowano trakcję na ulicy Tuřanka, która łączyła obie slatinskie linie. W 1976 r. linię w Šlapanicach skrócono o jeden przystanek.
Do Kohoutovic trolejbusy dodarły pod koniec 1975 r. Nową trakcję zbudowano na odcinku Mendlovo náměstí – Hlinky – Antonína Procházky – Libušina třída. W 1979 r. trakcję przedłużono do dzisiejszej pętli Jírovcova.
Na początku 1976 otwarto nową linię trolejbusową do osiedla Komín. Nowy odcinek odgałęział się od drugiej žabovřeskiej linii na skrzyżowaniu ulic Vychodilova – Královopolská – Přívrat i przebiegał ulicami Kroftova, Štursova, Hlavní i Kristenova do placu przed komínským kościołem, gdzie umieszczono tymczasową pętlę. W późniejszym czasie powstała pętla na ulicy Řezáčově. Ostatnie przedłużenie linii w Komínie otwarto w 1980 r.
W roku 1979 otwarto linię z Pisárek do Nového Lískovce, trolejbusy zawracały na pętli autobusowej położonej obok dzisiejszego przystanku Raisova. Trakcję przedłużono już rok później (1980). Nowy odcinek poprowadzono z Nového Lískovca po dzisiejszej ulicy Kamenice do pętli Bohunice, Chirana.

### Lata 80. XX wieku
1 maja 1981 r. trakcję trolejbusową przedłużono z Mendlova náměstí po ulicach Úvoz i dzisiejszej Údolní na Komenského náměstí, gdzie zbudowano pętlę uliczną. Odcinek sieci na ulicy Úvoz był wykorzystywany także wcześniej, ale wyłącznie jako dojazd do zajezdni.
Kilka miesięcy później otwarto kolejną część sieci. Poprowadzono trakcję z ulicy Úvoz po ulicach Tvrdého i Barvičově do Masarykovej čtvrti (wówczas Jiráskovej čtvrti). Pętlę zlokalizowano przed wydziałem architektury VUT (dziś Gimnazjum biskupie).

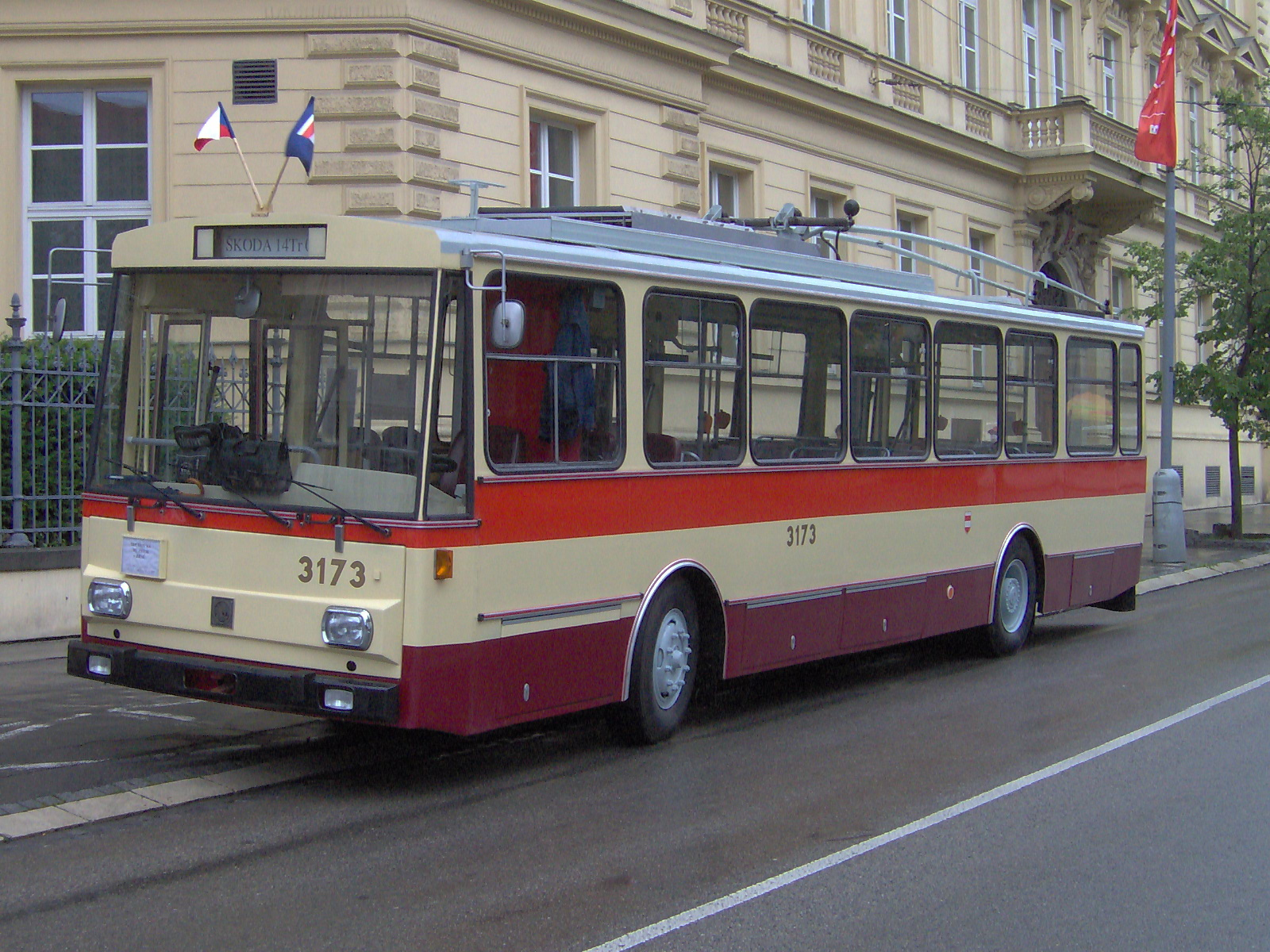
Trolejbus Škoda 14Tr jako eksponat TMB. Trolejbus przywrócono do stanu, w jakim dostarczano pierwsze trolejbusy tego typu do Brna

Pod koniec roku 1981 trolejbusy zaczęły obsługiwać Bystrc. Nowy odcinek odgałęział się od komínskej linii, pętlę zlokalizowano na ulicy Černého w pobliżu dzisiejszego przystanku Filipova.
Także w roku 1982 rozbudowywano sieć trolejbusową. We wrześniu otwarto krótki odcinek na Novym Lískovcu do osiedla na ulicy Koniklecové. Niecały miesiąc później otwarto nową linię w Masarykovej čtvrti do nowej pętli Preslova. W listopadzie trolejbusy dotarły na osiedle Slatina, nową linię poprowadzono częściowo po śladzie linii zlikwidowanej osiem lat wcześniej.
W 1983 r. powstała linia na obrzeża osiedla Starý Lískovec do pętli Labská (wówczas Kalininova). W tym samym roku przedłużono trakcję trolejbusową w Žabovřeskach. Z ulicy Luční i części ulicy Zborovské trakcję trolejbusową przeniesiono na ulicę Korejská i zakończono na pętli Přívrat. W tym roku zakończył się czas intensywnego rozwoju brneńskiej sieci trolejbusowej.
W 1984 r. oddano do użytku teren odstawczy dla trolejbusów obok zajezdni trolejbusowej.
Rok później otwarto przedłużenie trakcji w Bystrcu z pętli Filipova do pętli Černého na końcu ulicy o tej samej nazwie.
Kolejne nowe odcinki trakcji trolejbusowej oddano do użytku w 1987 r. Na początku roku trolejbusy zaczęły kursować spod teatru Janáčka w centrum miasta wokół Lužánek do dzisiejszej Štefánikovej čtvrti. Ten nowy odcinek był częścią planowanej linii do osiedla Lesná. Cztery lata później odcinek ten zlikwidowano z powodu niewielkiej liczby pasażerów. Kolejnym nowym odcinkiem sieci w 1987 była trakcja z Židenic do budowanego wówczas osiedla Vinohrady na Pálavské náměstí. Pod koniec roku uruchomiono łącznik w Žabovřeskach.
W latach 1987–1991 brneńska sieć trolejbusowa składała się z pięciu niezależnych części, które były ze sobą połączone jedynie odcinkami technicznymi. Te pięć części to: linie do Slatiny i Šlapanic, linia z Židenic na Vinohrady, linia od Janáčkova divadla do Štefánikovej čtvrti, linie rozpoczynające się na dzisiejszej pętli Česká (kierunek Královo Pole, Žabovřesky, Komín, Bystrc) i linie rozpoczynające się na Komenského náměstí (do Masarykovej čtvrti, przez Mendlovo náměstí do Kohoutovic, Nového Lískovca i Starého Lískovca).
W 1988 r. przedłużono trakcję na Vinohradach: z Pálavského náměstí w centrum osiedla poprowadzono nową trakcję do pętli Novolíšeňská.

### Lata 90. XX wieku i początek XXI wieku

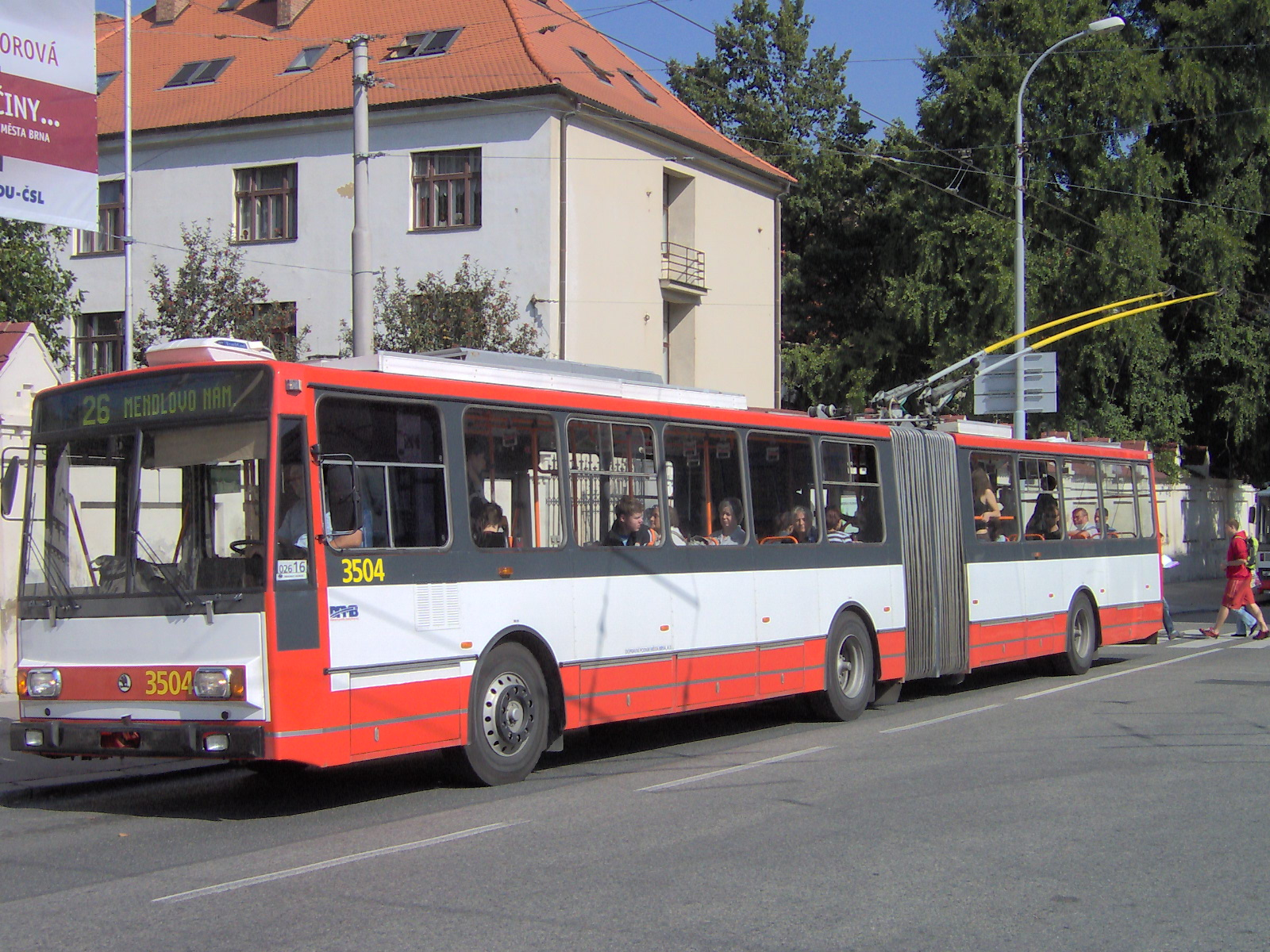
Pierwsze przegubowe trolejbusy Škoda 15Tr pojawiły się w Brnie w roku 1990. Ten trolejbus został zmodernizowany na typ 15TrR na początku XXI wieku

Pierwszą zmianą była likwidacja w 1991 r. nieużywanej trakcji od Janáčkova divadla do Štefánikovej čtvrti. Latem tego samego roku „tymczasowo” zawieszono eksploatację linii z Bystrca do centrum miasta. Powodem była budowa kanalizacji na ulicy Hlavní w Komínie. Po zakończeniu budowy linii trolejbusowej już nie uruchomiono, została ona zastąpiona autobusami (kursującymi aż do wznowienia ruchu na tejże linii w 2000 r.).
W roku 1992 jedyną zmianą w sieci brneńskich trolejbusów stała się budowa 500-metrowego z Nového Lískovca do Kamenný Vrch.
W roku 1993 końcowy odcinek trakcji w Starym Lískovcu do pętli Labská (na obrzeżach osiedla) przeniesiono do centrum osiedla i zbudowano pętlę Osová, na której istnieje możliwość przesiadki na linie tramwajowe.
Rok później otwarto półokrężną linię Stará osada – Tomkovo náměstí – Provazníkova – Úvoz, gdzie łączyła się ona z linią do Komenského náměstí. Nowa linia korzystała w większości z już wcześniej zbudowanych, technicznych odcinków sieci. 1 października 1994 r. zlikwidowano odcinek linii trolejbusowej Netroufalky – Chirana, sieć trakcyjną zdemontowano jednak dopiero w 2007 r.
W 1995 r. przedłużono trakcję w Novym Lískovcu. Nowy odcinek o długości 500 m połączył tymczasowy przystanek końcowy z dzisiejszą pętlą.

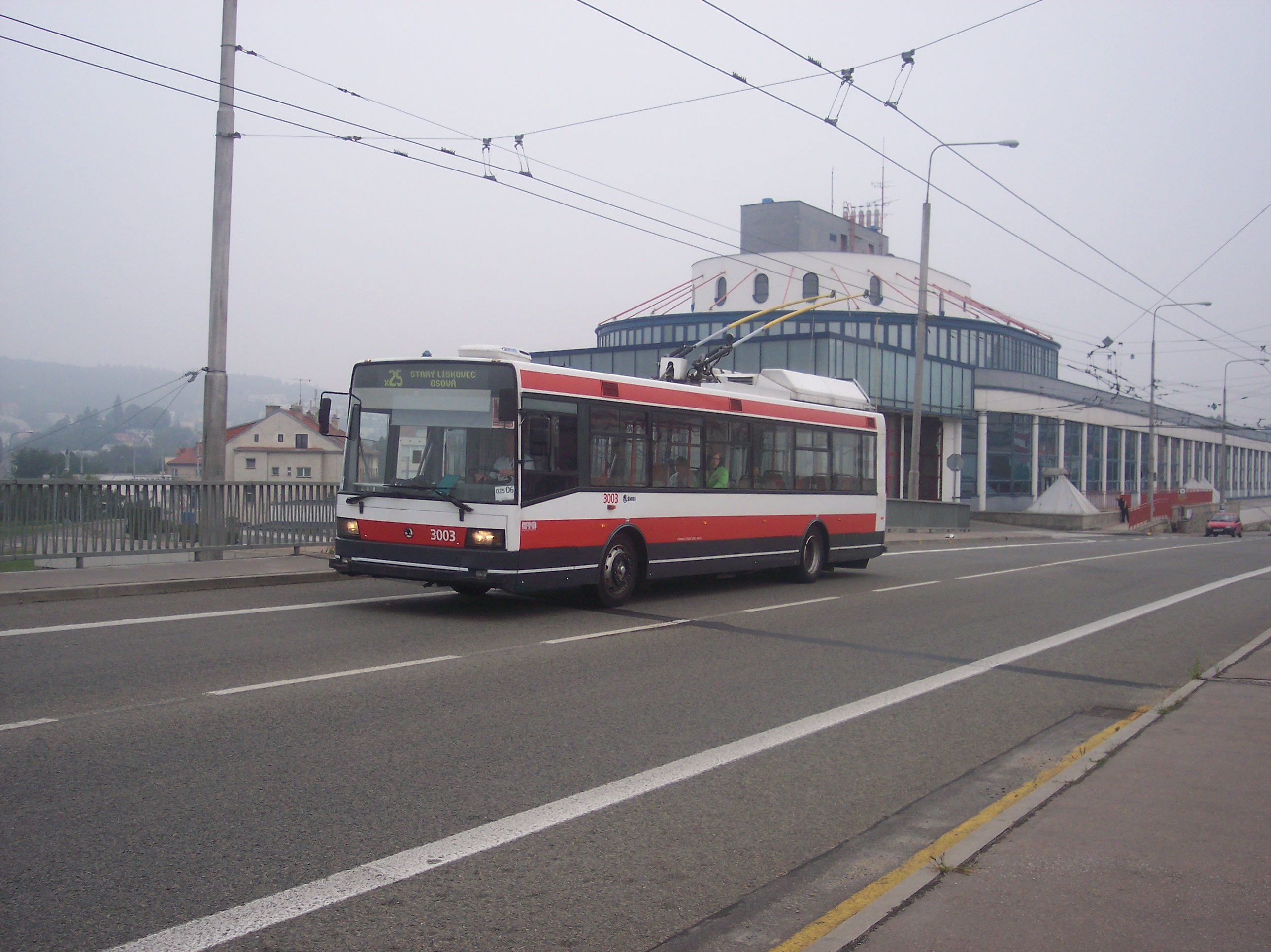
Niskopodłogowe trolejbusy typu Škoda 21Tr kursują w Brnie od roku 1999, w tle zajezdnia trolejbusowa Komín z roku 1997

Dwa lata później, w 1997 r. otwarto nowoczesną zajezdnię trolejbusową w Komínie. Kamień węgielny pod jej budowę położono w 1994. Linia od nowej zajezdni przez Jundrov po Veslařskiej ulicy do Pisárek została uruchomiona w 1999 r. Przez długi czas była wykorzystywana jedynie jako techniczna (choć pasażerowie mogli dojechać trolejbusem z lub do zajezdni); linię dla regularnych kursów otwarto w roku 2004. Tymczasowa linia trolejbusowa nr x25 biegnąca przez Jundrov trzy lata później stała się linią zwykłą; otrzymała ona nowy numer 29.
W listopadzie 2000 r. po dziewięciu latach przerwy przywrócono kursowanie trolejbusów do Bystrca. Zawieszono także sieć trakcyjną w ciągu ulic Skácelova – Slovanské náměstí – Palackého – Kosmova – Královo Pole, nádraží. Na Slovanské náměstí zlikwidowano krótki odcinek trakcji do pętli Královo Pole, Srbská. Od tego czasu trolejbusy jadące tą trasą musiały objeżdżać plac. Zlikwidowano także (drugi raz w historii) sieć trolejbusową na ulicach Purkyňová i Jana Babáka.
W styczniu 2001 r. w związku z remontem ulicy Antonína Procházky otwarto łącznik między pętlami Kohoutovice, Jírovcova i Kamenný Vrch. Po 9 miesiącach trolejbusy powróciły na swoje trasy, ale trakcji na tym odcinku nie zdemontowano. Powodem była planowana budowa węzła „Hlinky”. We wrześniu 2004 r. ten odcinek sieci zaczął być wykorzystywany przez linię trolejbusowa zastępczą (č. x25), która została przenumerowana na 29 jeszcze przed zakończeniem budowy.

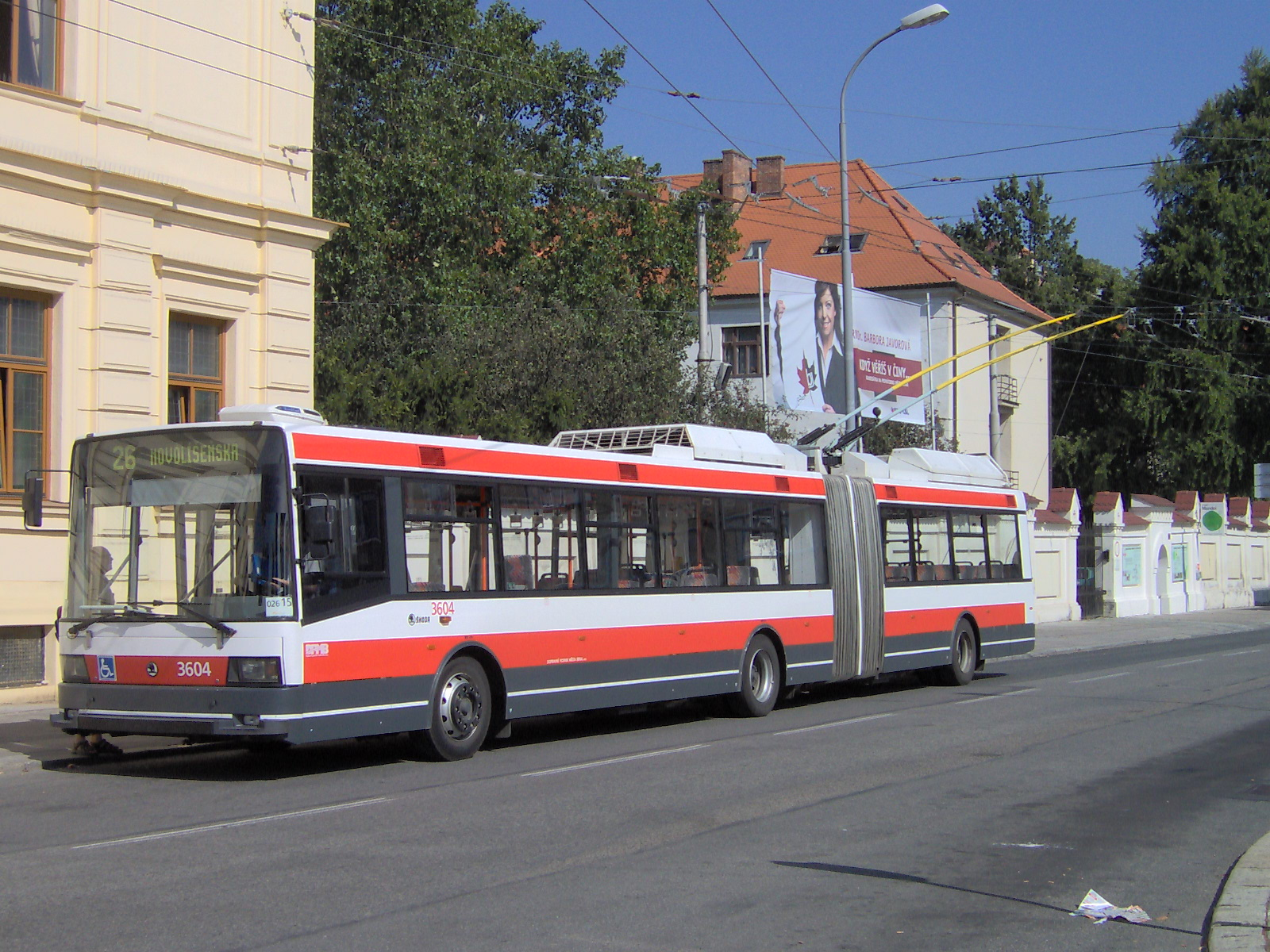
Przegubowy niskopodłogowy trolejbus Škoda 22Tr na Mendlově náměstí w Brnie

W listopadzie 2002 r. zakończono eksploatację linii łączącej Slatinę z dworcem.
W 2007 r. przy przystanku Nemocnice Bohunice wybudowano nową pętlę trolejbusową.
Dnia 11 lutego 2015 r. zakończono budowę odcinka technicznego na Konečného náměstí. Umożliwia on zawrócenie trolejbusów na pętli na Konečného náměstí jadących od przystanku Čápkova. Istnieje również możliwość poprowadzenia objazdu ciągiem ulic Kotlářská – Veveří – Nerudova – Kounicova – Kotlářská. 1 sierpnia 2015 r. zmieniono kierunek jazdy na pętli Jírovcova. To pozwoliło na utworzenie wspólnego przystanku linii nr 37 i 50. 13 grudnia 2015 r. otwarto przedłużenie linii w Bystrcu z placu 28. dubna do pętli autobusowej Zoologická zahrada.

## Linie trolejbusowe
| Nr | Trasa                                                         | Długość (km) | Uwagi                                     |
| -- | ------------------------------------------------------------- | ------------ | ----------------------------------------- |
| 25 | Líšeň Jírova / Pálavské Náměstí – Starý Lískovec, Osová       | 20,6         |                                           |
| 26 | Štefánikova Čtvrť– Nový Lískovec, Kamenný vrch                | 9,9          |                                           |
| 27 | Židenice, Stará osada – Líšeň Jírova                          | 6,5          |                                           |
| 30 | Bystrc, Černého – Královo Pole, nádraží / Soběšice Klarisky   | 13,7         | w tym 5,5 km na bateriach                 |
| 31 | Hlavní nádraží – Šlapanice, Kalvodova                         | 9,63         | w tym 3,08 km na terenie miasta Šlapanice |
| 32 | Česká – Královo Pole, Srbská                                  | 4,22         |                                           |
| 33 | Hlavní nádraží – Slatina, sídliště                            | 6,37         |                                           |
| 34 | Česká – Žabovřesky, Vychodilova                               | 4,23         |                                           |
| 35 | Masarykova čtvrť, Barvičova – Mendlovo náměstí                | 2,74         |                                           |
| 36 | Česká – Komín, sídliště                                       | 7,16         |                                           |
| 37 | Mendlovo náměstí – Kohoutovice Jírovcova / Nemocnice Bohunice | 9,7          |                                           |
| 38 | Masarykova čtvrť, Preslova – Komenského náměstí               | 2,90         |                                           |
| 39 | Masarykova čtvrť, Barvičova – Komenského náměstí              | 2,68         |                                           |

## Tabor

### Współczesny
| Zdjęcie            | Typ                | Modyfikacje i podtypy | Lata dostaw | Liczba (22 kwietnia 2025 r.) |
| ------------------ | ------------------ | --------------------- | ----------- | ---------------------------- |
| Škoda 31Tr SOR     | Škoda 31Tr SOR     | Škoda 31Tr SOR        | 2015        | 30                           |
| Škoda 26Tr Solaris | Škoda 26Tr Solaris | Škoda 26Tr Solaris    | 2018        | 10                           |
|                    | Škoda 27Tr Solaris | Škoda 27Tr Solaris    | 2021–2023   | 40                           |
|                    | SOR TNS 12         | SOR TNS 12            | 2022–2024   | 12                           |
|                    | Škoda 32Tr SOR     | Škoda 32Tr SOR        | 2023–2025   | 40                           |
|                    |                    |                       | Razem:      | 132                          |

### Zabytkowy

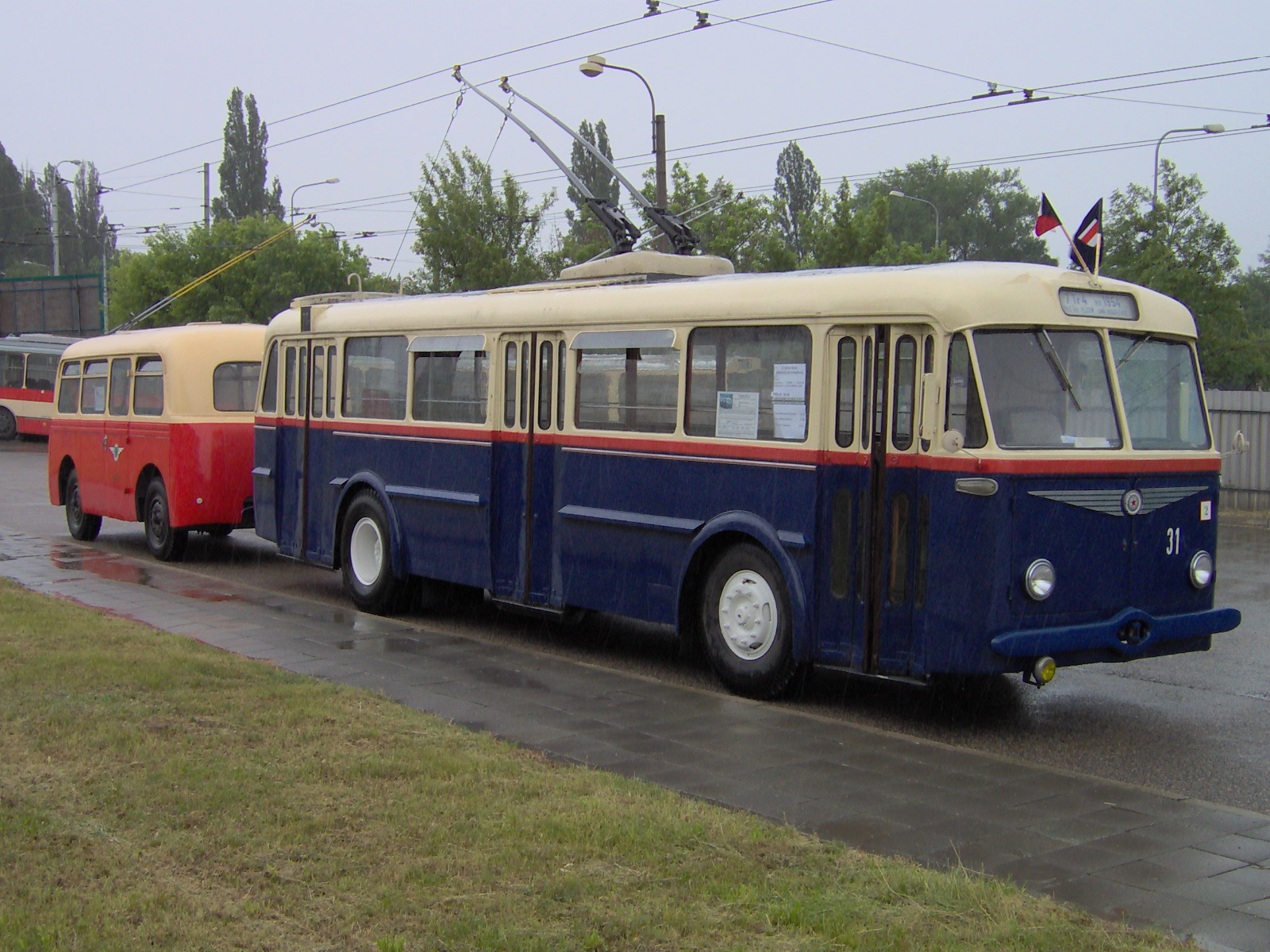
Zabytkowy brneński trolejbus Škoda 7Tr z doczepą Karosa B40

Większość zabytkowych brneńskich trolejbusów jest własnością brneńskiego Muzeum techniki, który obsługuje linię historyczną lub od czasu do czasu organizuje przejazdy okolicznościowe. Z brneńskich wozów w jego zbiorach znajdują się trolejbusy Škoda 7Tr (nr 31), Škoda 9Tr (nr 3076), Škoda 14Tr (nr 3173), Škoda 15TrR (nr 3501), a także trolejbus Škoda T 11, który był krótko testowany w Brnie z numerem taborowym 55.
Dopravní podnik města Brna planuje stworzyć własny zbiór zabytkowych trolejbusów. Wybrano trolejbus 15Tr nr 3501 z roku 1990 i jeden z dwudziestu dostarczonych wozów typu 14TrM z roku 1995. Ostatecznie wyremontowano jednak trolejbus 15Tr nr 3502. W kwietniu 2019 r. w ukraińskim Równem zakupiono dawny brneński trolejbus 9TrHT. Do Brna dostarczono go 7 maja 2019 r. Planowane jest przywrócenie pojazdowi dawnego wyglądu i włączenie go do zbioru pojazdów historycznych DPMB.
| Zdjęcie | Typ   | Nr   | Rok produkcji | Zabytkowy od | Uwagi |
| ------- | ----- | ---- | ------------- | ------------ | --- |
|         | 9TrHT | 3136 | 1980          | 2019         | W roku 1996 sprzedany do Równa (Ukraina), gdzie nadano mu numer taborowy 128. W Równem rozruch tyrystorowy zastąpiono oporowym. W kwietniu 2019 r. odkupiony przez DPMB i przewieziony do Brna. |
|         | 15Tr  | 3502 | 1990          | 2017         | W roku 2004 zmodernizowany do typu 15TrR (15TrM), w eksploatacji do roku 2017. W latach 2017–2018 przywrócono mu pierwotny wygląd.                                                              |

## Zajezdnie

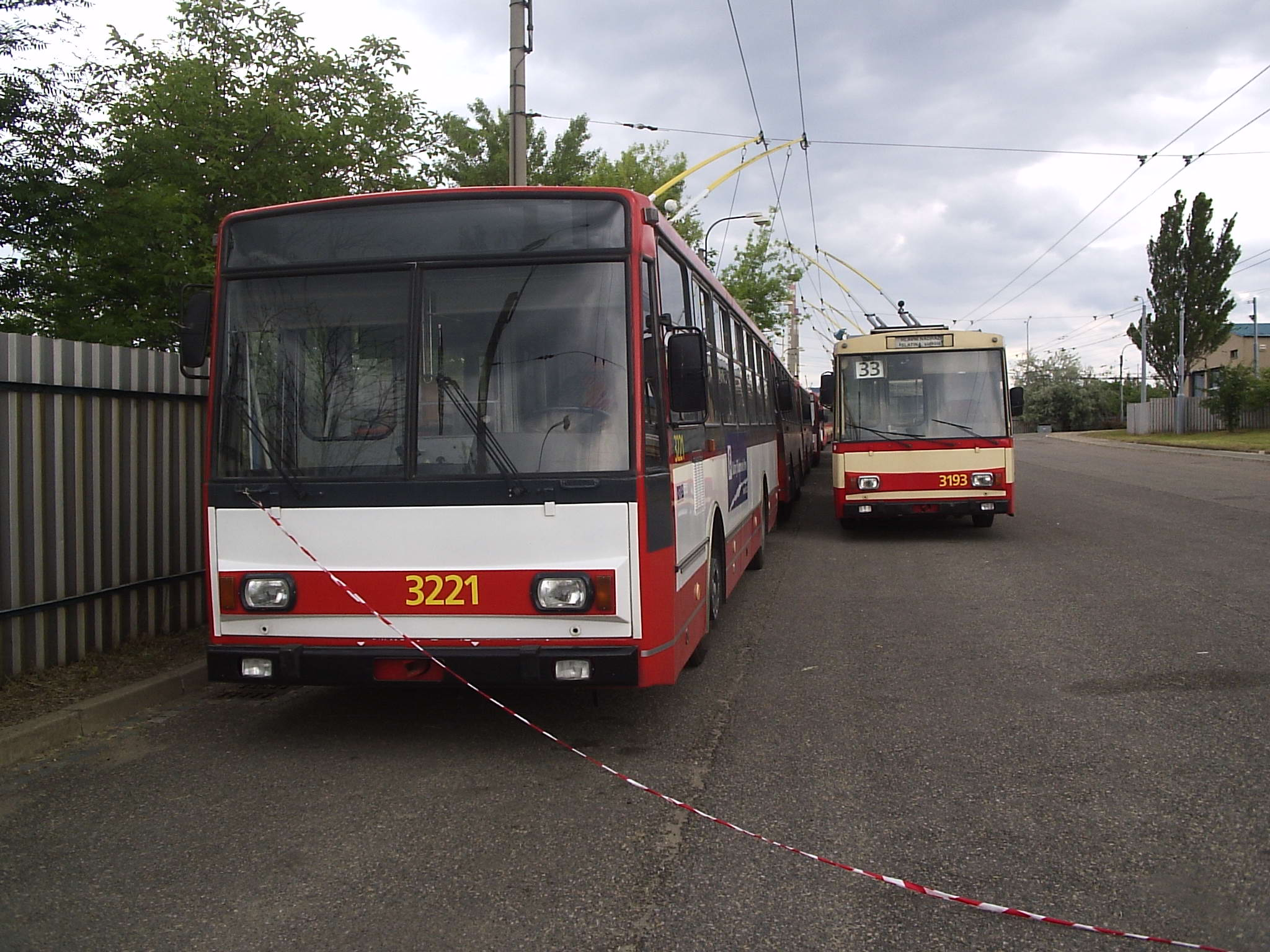
Zajezdnia trolejbusowa Slatina

Trolejbusy w Brnie stacjonują w trzech zajezdniach.
- Zajezdnia Husovice (od 1949 r.)
- Zajezdnia Medlánky (1958–1964, w tym czasie zajezdnia nosiła nazwę Královo Pole)
- Zajezdnia Slatina (od 1984 r.)
- Zajezdnia Komín (od 1997 r.)